# Evert Gunnarsson
Sven Evert Gunnarsson (ur. 28 grudnia 1929 w Ljungskile, zm. 30 listopada 2022) – szwedzki wioślarz, srebrny medalista olimpijski.
Wystąpił na igrzyskach olimpijskich w Londynie w 1948, gdzie w dwójkach bez sternika odpadł w repasażach pierwszej rundy. Na rozgrywanych cztery lata później igrzyskach olimpijskich w Helsinkach w tej samej konkurencji odpadł w repasażach półfinałowych. Brał też udział w igrzyskach olimpijskich w Melbourne w 1956, gdzie Szwedzi w składzie: Olle Larsson, Gösta Eriksson, Ivar Aronsson, Evert Gunnarsson i Bertil Göransson (sternik) zdobyli srebrny medal w czwórkach ze sternikiem. W wyścigu finałowym o 3 sekundy przegrali z osadą Włoch, a o 8,5 sekundy wyprzedzili osadę Finlandii. Na tej samej imprezie startował także w ósemkach, w których Szwedzi zajęli czwarte miejsce. Walkę o podium przegrali z Australijczykami o 8,9 sekundy. 
Na mistrzostwach Europy w Amsterdamie (1949) wywalczył złoty medal w dwójkach bez sternika. Ponadto zdobył srebrne medale w czwórkach ze sternikiem i ósemkach na mistrzostwach Europy w Gandawie (1955).
Łącznie 25 razy zdobywał mistrzostwo Szwecji.